# Yona Kosashvili

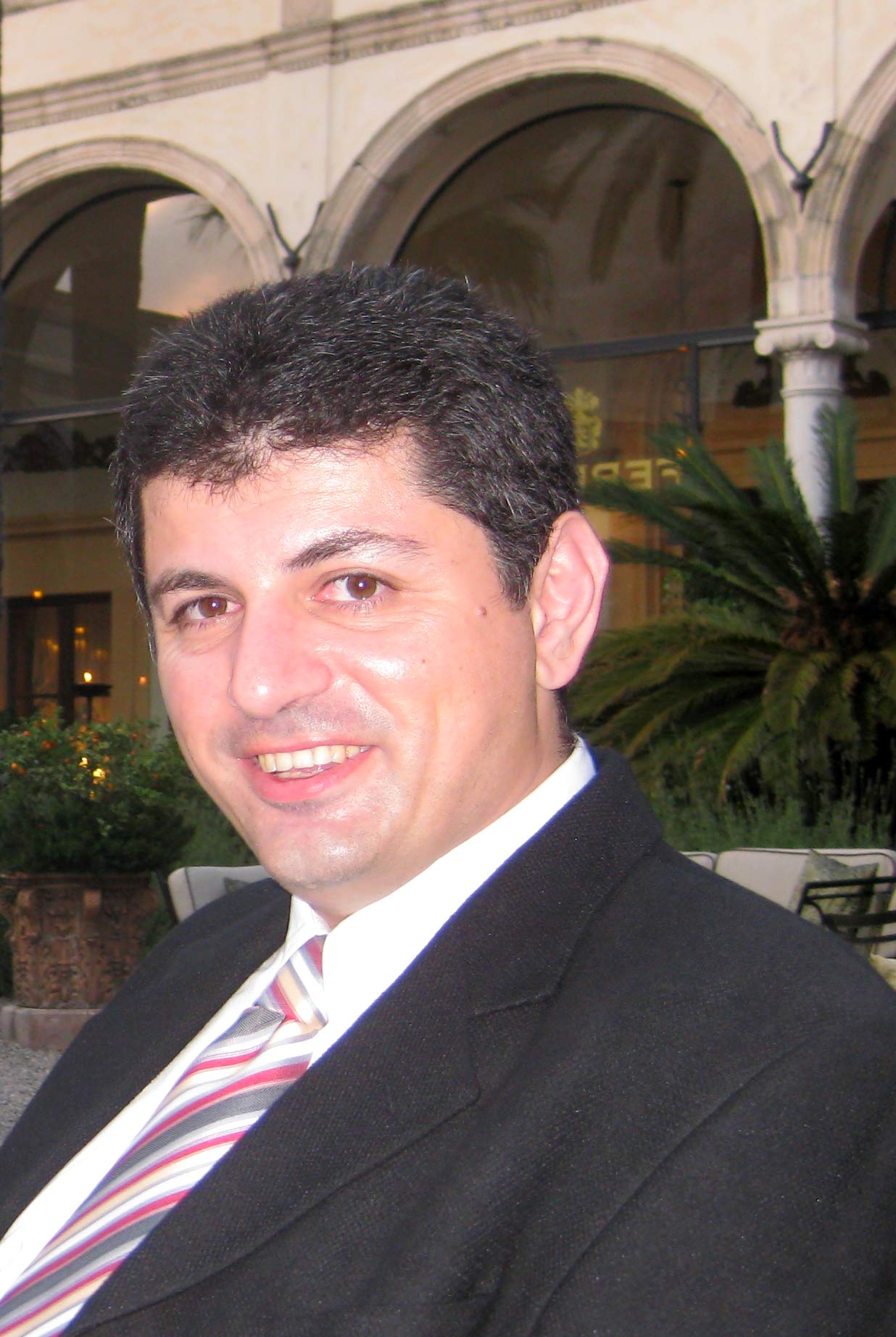
Yona Kosashvili

Yona Kosashvili (Hebreeuws: יונה קוסאשווילי) (Tbilisi, 3 juli 1970) is een Israëlisch schaker en chirurg. Kosashvili werd geboren in Tbilisi, Georgië, en verhuisde als kind met zijn ouders naar Israël. Hij is sinds 1994 een grootmeester (GM), hoewel hij nooit een professioneel schaker geweest is. In Israël was hij ook schaaktrainer. In 1995 was hij de nummer 93 van de wereld. 
Kosashvili is opgeleid als arts en heeft zich gespecialiseerd als orthopedisch chirurg.

## Carrière in de medische wereld
Kosashvili is een van de weinige mensen ter wereld die zowel de titel Doctor of Medicine als de GM-titel hebben behaald. Als orthopedisch chirurg is hij o.a. gespecialiseerd in artroscopie en in de vervanging van gewrichten. Hij is hoofd van de afdeling Orthopedie aan het Kaplan Medical Center in Rehovot (Israël). Dr. Kosashvili is actief betrokken bij de academische wereld, via zijn rol als klinisch instructeur in de Orthopedische Chirurgie aan de Universiteit van Tel Aviv. 

## Schaak-coach en -manager
Naast het actief beoefenen van de schaaksport, was Yona Kosashvili in 1993 captain en trainer van het Israëlische juniorenteam. Een van zijn studenten won het Wereldkampioenschap Schaken voor Jeugd in de categorie tot 14 jaar, terwijl een andere student tweede werd in het Wereldkampioenschap Schaken voor Jeugd in de categorie tot 12 jaar.  
Voordat hij in militaire dienst ging, publiceerde hij een boek voor schaaktrainers dat vervolgens door de Israëlische Schaakfederatie werd gehanteerd als de officiële gids voor trainers. In 1995 was hij de directeur van het Europees Kampioenschap Schaken voor Jeugd en van een internationaal schaakfestival.

## Persoonlijk leven
Kosashvili is gehuwd met de van oorsprong Hongaars-Israëlische vrouwenschaakmeester Sofia Polgar (een van de drie beroemde Polgar-schaakzusters). Ze hebben twee kinderen. De familie was geëmigreerd naar Toronto (Canada), maar keerde rond 2012 terug naar Israël. 